# Kathleen Krekels
Kathleen Krekels (nascida a 5 de junho de 1968, em Deurne) é uma política belga-flamenga da Nova Aliança Flamenga (N-VA).
Krekels é conselheira municipal em Schilde desde 2013 e desde 2018 é vereadora na cidade. Desde 2014 tem também servido como membro do Parlamento Flamengo, onde se concentra em assuntos relacionados à educação e faz parte do Comité de Educação.